# عضلة كتفية لامية
العضلة الكتفية الامية (بالإنجليزية: Omohyoid muscle)‏ وهي العضلات التي تثبط اللامية. وتقع في الجزء الأمامي من الرقبة واسمها مستمد من اليونانية «أوموس» يعني الكتف وتتكون من بطنين يتحدان بزاوية، بواسطة وتر وسطاني. ينشأ البطن السفلي من الحافة العلوية للكتف، وأحياناً من الرباط الكتفي المعترض العلوي، وينتهي في الوتر الوسطاني.ويقسم البطن السفلي المثلث الخلفي للعنق إلى مثلثين علوي وسفلي فوق الترقوة، أما البطن العلوي، فينشأ من الحافة السفلية لجسم العظم اللامي، وينتهي في الوتر الوسطاني. وتعمل على خفض العظم اللامي. ويتعصب البطن العلوي من الجذر العلوي للعروة الرقبية، بينما السفلي من العروة الرقبية.

## وصلات خارجية
- صور تشريحية:24:06-0100 في مركز داونستيت الطبي التابع لجامعة نيويورك
- شكل تشريحي: 24:01-09 على موقع مركز سوني دونستات الطبي (تشريح بشري عبر الإنترنت).
- درسٌ تشريحي حول lesson6 مُعدٌ بواسطة ويسلي نورمان (جامعة جورجتاون).

قالب:Muscles of neck